# The Miller and the Sweep
The Miller and the Sweep er en britisk stumfilm fra 1898 af George Albert Smith.